# اضطرابات الصرع (مجلة)
اضطرابات الصرع هي مجلة طبية خاضعة لمراجعة النظراء تركز على المحتوى العلمي والتعليمي عالي الجودة المتعلق بجميع جوانب الصرع بما في ذلك تشخيصه وتاريخه الطبيعي وإدارته. رئيس التحرير الحالي هو ساندور بينيتشكي ويتم نشره بواسطة جون ليبي Eurotext [الإنجليزية] .   اعتبارًا من عام 2021م بلغ عامل تأثير المجلة 2.333.  في عام 2013م أصبحت مجلة اضطرابات الصرع المجلة التعليمية الرسمية للرابطة الدولية لمكافحة الصرع (ILAE). 
أُنشئت المجلة في عام م1999 على يد جان إيكاردي وألكسيس أرزيمانوجلو [الإنجليزية] .    وبنيت على هدف واحد: نشر معلومات جديدة عن الصرع من خلال نشر مقالات جيدة حول جميع جوانب الصرع، من التحقيقات الأساسية إلى التقارير السريرية، والبيانات من التخصصات ذات الصلة مثل التصوير العصبي ، وعلم الوراثة ، وعلم الصيدلة .  انتقلت إلى منصة على الإنترنت في عام 2006م.  تنشر مجلة اضطرابات الصرع العديد من أنواع المقالات بما في ذلك الندوات التعليمية الشاملة والمقالات الأصلية ومواد التدريس بالفيديو والوثائق التعليمية لدعم لجان الرابطة الدولية لمكافحة الصرع وتقارير فرقة العمل وسلسلة الحالات الأصلية للغاية أو تقارير الحالة ذات القيمة المفيدة للممارسة السريرية اليومية - بما في ذلك علم النوبات والعلاج . والفيزيولوجيا العصبية والتصوير العصبي وعلم النفس العصبي . 

## الفريق
لمحررون الحاليون: ساندور بينيتشكي (رئيس التحرير)، إلزا مارسيا ياكوبيان (نائبة التحرير)، أليكسيس أرزيمانوجلو (رئيسة التحرير الفخرية). 
المحررون المشاركون الحاليون: كارمن باربا، إنجمار بلومكي، مايكل دوتشوني، يوشي إينو، فيليب كاهانا، روديجر كوهلينج، ليفين لاجاي، دوج نوردلي، إميليو بيروكا، جورجيا رامانتاني، جويدو روبولي، جرايم سيلز، ماري لو سميث، بيير توماس، بيتر وولف. 
محرر وسائل التواصل الاجتماعي الحالي: فابيو ناسيمنتو 

## روابط خارجية
- الموقع الرسمي